# Таира но Кијомори
Таира но Кијомори (平 清盛, 1118 – 20. март 1181) био је војсковођа касног Хеиан периода у Јапану. Успоставио је прву административну владу у историји Јапана руковођену самурајима.

## Младост
Таира но Кијомори је рођен у Јапану, 1118. године, као први син Таира но Тадаморија. Према Хеике моногатарију, његова мајка, Гион но Њого, је била слушкиња у палати. Кијомори је био син цара Ширакаве са Гион но Њого који је дат Тадаморију.

## Породица
- Отац: Таира но Тадамори
- Мајка: Гион но Њого (умрла 1147.)
- Жене, конкубине и деца:
- Прва жена: Такашина но Акико, ћерка Такашина но Мотоакија
- Први син: Таира но Шигемори
- Други син: Таира но Мотомори (1139–1162)
- Друга жена: Таира но Токико
- Трећи син: Таира но Мунемори
- Четврти син: Таира но Томомори
- Прва кћерка: Таира но Токуко
- Пети син: Таира но Шигехира
- Шести син: Ро но Онката
- Друга кћерка: Таира но Морико (1156–1179)
- Седми син: Таира но Томонори (умро 1183)
- Четврта кћерка: Таира но Хироко
- Конкубина: Токива Гозен
- Шеста кћерка: Таира но Јошико (1164–1181)

## Каријера
Након смрти свог оца Таира но Тадаморија 1153. године, Кијомори је преузео контролу над кланом Таира и ушао у политичку област у којој је претходно вршио функцију као малолетник. Године 1156. он и Минамото но Јошитомо, вођа клана Минамото, сузбили су Хоген побуну. Ово је успоставило Таиру и Минамото као главне самурајске кланове у Кјоту. Међутим, то је узроковало да савезници постану горки ривали чији су сукоби кулминирали три године касније за време Хеиђи побуне 1159. Кијомори, победивши Јошитомоа, постао је глава најмоћније породице / клана ратника у Кјоту. Међутим, моћ и утицај његовог клана у провинцијама су дискутабилни. Кијомори је протерао неколицину Јошитомових синова, укључујући Јоритомоа, Нориорија и Јошицунеа.
Због свог статуса лидера јединог преосталог клана ратника, Кијомори је био у положају да манипулише дворским ривалством између пензионисаног цара Го-Ширакаве и његовог сина, цара Нинђоа. Кроз ову манипулацију, Кијомори је успео да се домогне владиних редова, мада је већина његових унапређења, као и успех породице у стицању чинова и титула на суду био последица покровитељства Ширакаве. То је кулминирало 1167. године, када је Кијомори постао први члан двора из породице ратника који је именован у даиђо-даиђин, главним министром владе и де факто администратором царске владе. Као што је била норма, убрзо се одрекао положаја и вође клана Таира, са циљем да одржи друштвени и политички престиж постизања највише дужности у земљи, али без ослобађања од дужности. То је била уобичајена пракса већ дуги низ година на највишим нивоима јапанске владе и чинећи то, Кијомори је утврдио своју снажну позицију у влади у Кјоту. Међутим, многи дворјани из традиционалних (нератничких) племићких породица били су мање него задовољни и Кијоморијевим достигнућем моћи, и оним како се односио према другим високим дворјанима. 
1171. Кијомори је уговорио брак између цара Такакуре и његове кћерке Токуко. Њихов први син, будући цар Антоку, рођен је 1178. године.‍:268–285 Следеће године, 1179. године, Кијомори је извео државни удар тражећи оставку својих ривала са свих владиних места и после тога их протерао. Потом је са савезницима и рођацима испунио отворене владине положаје и ухапсио цара Го-Ширакаву. Коначно, 1180. године Кијомори је приморао цара Такакуру да абдицира у корист престолонаследника Токихита, који је тада постао цар Антоку. ‍:275–285
Истицањем моћи и богатства Таира клана и Кијоморијевим монополом на власт, многи његови савезници, чију већину чине провинцијалски самураји, али и чланови његовог клана, окренули су се против њега. Принц Моћихито, брат цара Такакуре, позвао је Кијоморијеве старе ривале Минамото клана да се подигну против Таира клана. тако започевши Генпеи рат средином 1180. Кијомори је умро почетком следеће године од болести, оставивши свог сина Мунеморија да председава пад и уништавање Таира клана у рукама Минамота 1185. ‍:278–287
Према Хеике Моногатарију, док је умирао, Кијоморијева температура је била толико висока, да би свако ко је покушао да му се приближи могао бити спаљен од врућине.

## Кијомори у култури
Таира но Кијомори је главни лик у епу Камакура периода, Хеике Моногатари.
Филм Кенђи Мизогућија из 1955. Shin Heike Monogatari (различито преведени као Сага о Таира Клану и Приче о Таира Клану ) своју причу приписује „из романа Јошикава Еиђија", које представља препричавање Хеике Моногатарија, епа из 14. века. Увод у филм гласи овако:
„Јапан је, у десетом и једанаестом веку, практично био под контролом Фуџивара клана. Али у дванаестом веку, утицај Фуџивара клана почео је да се смањује, делом и због двоструке монархије. Цар би абдицирао, али наставио би да влада иза кулиса. Тако је постојао царски двор и царски двор замонашеног цара, при чему су оба цара водила порекло од богиње Сунца. Неизбежно је дошло до сукоба између дворова. Оба двора су почела да зависе од ратника, самураја. До тада, владавина Фуџиваре укључивала је мало крвопролића. Неки манастири су такође имали своје армије. Манастири су их користили за застрашивање оба двора. Велики земљопоседници нису плаћали порез. Пиратство и разбојништво су се повећали. Племићки суд покушао је да успостави ред користећи ратнике самурајског клана Таира. Тако су посејана семена војних влада које су доминирале Јапаном 700 година (тј. до 1868.). Ова прича почиње 1137. године у Кјоту, древној престоници Јапана."
За разлику од већине других прича, Мизогућијев филм укључује само причу о младости Таира но Кијоморија, приказујући га као јунака нарочито у разбијању моћи тиранских наоружаних монаха и њихових светишта, где на гробу свог оца каже: „Оче, са две стреле од мог лука уништио сам празноверје које је вековима хватало људе. Дворјани и свештеници су покушавали да ме богохуле. Али други су ме подржали, више него што сам очекивао. Неки од њих су и господари. Оче, већа битка је пред нама, али остајем непоражен. Без обзира на то како сам побеђен, устаћу поново." Филм се, затим, завршава тиме што се Кијомори приближава Фуџивара игранци на отвореном, заклињајући се себи: „Плешите, моји господари, плешите. Ваш крај је близу. Сутрашњица ће бити наша!"
Таира но Кијомори представљен је на укијо-е сликама из 19. века као симбол кривице и одмазде. Чувена слика Утагаве Хирошигеа, позната под називом Кијоморијева визија, приказује глумца Накамуру Утајемона IV у Кијоморијевом лику, суоченог са грозним погледом на своју башту прекривену снегом, претворену у нагомилане кости и лобање својих закланих непријатеља.
Кијомори се такође истакнуо као негативац у серији јапанских стрипова Осамуа Тезуке, Феникс. Као и већина негативаца у серији, он жели да му истоимена птица (феникс), због своје бесмртности, даје крв, како би и даље водио и штитио клан Таира, и због недовољног поверења у своје наследнике, али бива преварен и уместо птице, купује пауна.
Таига драма из 2012. године базирана је на његовом лику.